# Llista de topònims d'Almenar
Llista de topònims (noms propis de lloc) del municipi d'Almenar, al Segrià
Informació actualitzada per un bot. Els canvis manuals es perdran quan s'actualitzi!

## cabana
| imatge | Nom                     | Ubicat a | instància de | Detalls | coordenades                                                          | Protecció | Commons (més fotos) | Dades a WD                    |
| ------ | ----------------------- | -------- | ------------ | ------- | -------------------------------------------------------------------- | --------- | ------------------- | ----------------------------- |
|        | cabana de l'Om          | Almenar  | cabana       |         | 41° 46′ 57″ N, 0° 35′ 40″ E / 41.7824895465296°N,0.594349233530633°E |           |                     | Modifica les dades a Wikidata |
|        | cobert del Gabriel      | Almenar  | cabana       |         | 41° 45′ 43″ N, 0° 28′ 47″ E / 41.7619299354082°N,0.479786406771855°E |           |                     | Modifica les dades a Wikidata |
|        | cobert del Puig-la-fita | Almenar  | cabana       |         | 41° 46′ 23″ N, 0° 34′ 53″ E / 41.7730144832019°N,0.581457549627552°E |           |                     | Modifica les dades a Wikidata |

## casa
| imatge | Nom                                 | Ubicat a | instància de | Detalls                                                  | coordenades                                                                      | Protecció                                  | Commons (més fotos)       | Dades a WD                    |
| ------ | ----------------------------------- | -------- | ------------ | -------------------------------------------------------- | -------------------------------------------------------------------------------- | ------------------------------------------ | ------------------------- | ----------------------------- |
|        | Cal Batlle Vell                     | Almenar  | casa         | Estil: arquitectura popular 18th century                 | 41° 47′ 51″ N, 0° 34′ 02″ E / 41.79742°N,0.5673°E ca:C. Solà, 2 330 msnm         | bé integrant del patrimoni cultural català | Cal Batlle Vell (Almenar) | Modifica les dades a Wikidata |
|        | Cal Joan del Malla                  | Almenar  | casa         | Estil: arquitectura popular                              | 41° 47′ 49″ N, 0° 33′ 58″ E / 41.79703°N,0.56609°E ca:C. Catalunya, 12           | bé integrant del patrimoni cultural català | Cal Joan del Malla        | Modifica les dades a Wikidata |
|        | Cal Pepet                           | Almenar  | casa         | Estil: arquitectura popular 18th century                 | 41° 47′ 52″ N, 0° 34′ 02″ E / 41.797844°N,0.56736°E ca:C. del Mig, 1             | bé integrant del patrimoni cultural català | Cal Pepet (Almenar)       | Modifica les dades a Wikidata |
|        | Cal Sorigué                         | Almenar  | casa         | Estil: arquitectura popular 16th century                 | 41° 47′ 49″ N, 0° 33′ 57″ E / 41.79703°N,0.56576°E ca:Pl. Montserrat, 1 342 msnm | bé integrant del patrimoni cultural català | Cal Sorigué               | Modifica les dades a Wikidata |
|        | Cal Tonot                           | Almenar  | casa         | Estil: arquitectura popular 14th century                 | 41° 47′ 52″ N, 0° 34′ 02″ E / 41.79775°N,0.56712°E ca:C. del Mig, 5              | bé integrant del patrimoni cultural català | Cal Tonot                 | Modifica les dades a Wikidata |
|        | Cal Toro                            | Almenar  | casa         | Estil: arquitectura popular                              | 41° 47′ 52″ N, 0° 34′ 01″ E / 41.79784°N,0.56704°E                               | bé integrant del patrimoni cultural català |                           | Modifica les dades a Wikidata |
|        | Casa Seró                           | Almenar  | casa         | Estil: arquitectura popular                              | 41° 47′ 52″ N, 0° 34′ 02″ E / 41.7978°N,0.56722°E                                | bé cultural d'interès local                | Casa Seró                 | Modifica les dades a Wikidata |
|        | Habitatge al carrer Berenguer IV, 7 | Almenar  | casa         | Estil: arquitectura popular Estat: enderrocat o destruït |                                                                                  | bé integrant del patrimoni cultural català |                           | Modifica les dades a Wikidata |

## cementiri
| imatge | Nom                       | Ubicat a | instància de | Detalls | coordenades                                                   | Protecció | Commons (més fotos)       | Dades a WD                    |
| ------ | ------------------------- | -------- | ------------ | ------- | ------------------------------------------------------------- | --------- | ------------------------- | ----------------------------- |
|        | Cementiri civil d'Almenar | Almenar  | cementiri    |         | 41° 48′ 08″ N, 0° 33′ 55″ E / 41.802178°N,0.565402°E 310 msnm |           | Cementiri civil d'Almenar | Modifica les dades a Wikidata |
|        | Lo Fossar                 | Almenar  | cementiri    |         | 41° 47′ 51″ N, 0° 34′ 06″ E / 41.797516°N,0.568412°E          |           | Lo Fossar                 | Modifica les dades a Wikidata |

## edifici
| imatge | Nom                         | Ubicat a | instància de              | Detalls                                     | coordenades                                         | Protecció                                  | Commons (més fotos)          | Dades a WD                    |
| ------ | --------------------------- | -------- | ------------------------- | ------------------------------------------- | --------------------------------------------------- | ------------------------------------------ | ---------------------------- | ----------------------------- |
|        | Central elèctrica d'Almenar | Almenar  | edifici central elèctrica |                                             |                                                     |                                            |                              | Modifica les dades a Wikidata |
|        | Dipòsit de l'aigua          | Almenar  | edifici                   | Estil: arquitectura modernista 20th century | 41° 47′ 44″ N, 0° 33′ 51″ E / 41.795433°N,0.56421°E | bé integrant del patrimoni cultural català | Dipòsit de l'aigua (Almenar) | Modifica les dades a Wikidata |

## entitat singular de població
| imatge | Nom           | Ubicat a | instància de                                   | Detalls  | coordenades                                                                 | Protecció | Commons (més fotos) | Dades a WD                    |
| ------ | ------------- | -------- | ---------------------------------------------- | -------- | --------------------------------------------------------------------------- | --------- | ------------------- | ----------------------------- |
|        | Almenar       | Almenar  | entitat singular de població capital municipal | 3297 hab | 41° 47′ 46″ N, 0° 34′ 06″ E / 41.79604°N,0.56834°E 287 msnm                 |           |                     | Modifica les dades a Wikidata |
|        | la Bassa Nova | Almenar  | entitat singular de població                   | 24 hab   | 41° 46′ 49″ N, 0° 30′ 12″ E / 41.780316336264°N,0.50325928725942°E 270 msnm |           |                     | Modifica les dades a Wikidata |

## església
| imatge | Nom                     | Ubicat a | instància de    | Detalls                                  | coordenades                                                                | Protecció                                  | Commons (més fotos)     | Dades a WD                    |
| ------ | ----------------------- | -------- | --------------- | ---------------------------------------- | -------------------------------------------------------------------------- | ------------------------------------------ | ----------------------- | ----------------------------- |
|        | Sant Sebastià d'Almenar | Almenar  | església ermita | Estil: arquitectura popular 18th century | 41° 47′ 39″ N, 0° 33′ 56″ E / 41.79409°N,0.56561°E ca:C. Sant Sebastià, 12 | bé integrant del patrimoni cultural català | Sant Sebastià d'Almenar | Modifica les dades a Wikidata |
|        | Santa Maria d'Almenar   | Almenar  | església        |                                          | 41° 47′ 52″ N, 0° 34′ 06″ E / 41.7977°N,0.568398°E                         | bé cultural d'interès nacional             | Santa Maria d'Almenar   | Modifica les dades a Wikidata |

## font
| imatge | Nom              | Ubicat a | instància de | Detalls                     | coordenades                                                          | Protecció                                  | Commons (més fotos) | Dades a WD                    |
| ------ | ---------------- | -------- | ------------ | --------------------------- | -------------------------------------------------------------------- | ------------------------------------------ | ------------------- | ----------------------------- |
|        | Coma de la Font  | Almenar  | font         | Estil: arquitectura popular |                                                                      | bé integrant del patrimoni cultural català |                     | Modifica les dades a Wikidata |
|        | font de Fenollet | Almenar  | font         |                             | 41° 45′ 49″ N, 0° 30′ 33″ E / 41.7635913662559°N,0.509288594000539°E |                                            |                     | Modifica les dades a Wikidata |

## granja
| imatge | Nom                         | Ubicat a | instància de | Detalls | coordenades                                                          | Protecció | Commons (més fotos) | Dades a WD                    |
| ------ | --------------------------- | -------- | ------------ | ------- | -------------------------------------------------------------------- | --------- | ------------------- | ----------------------------- |
|        | Granges Cirera              | Almenar  | granja       |         | 41° 45′ 51″ N, 0° 31′ 42″ E / 41.7642796449099°N,0.528219879975627°E |           |                     | Modifica les dades a Wikidata |
|        | Granges Reüllí              | Almenar  | granja       |         | 41° 45′ 41″ N, 0° 34′ 42″ E / 41.7612670514347°N,0.578302410414413°E |           |                     | Modifica les dades a Wikidata |
|        | Granges de Capell           | Almenar  | granja       |         | 41° 47′ 26″ N, 0° 34′ 51″ E / 41.7905282505807°N,0.58088319923568°E  |           |                     | Modifica les dades a Wikidata |
|        | Granges de Gerris           | Almenar  | granja       |         | 41° 47′ 44″ N, 0° 35′ 09″ E / 41.7954505211143°N,0.585824930608225°E |           |                     | Modifica les dades a Wikidata |
|        | Granges de Riu              | Almenar  | granja       |         | 41° 46′ 16″ N, 0° 28′ 48″ E / 41.7711457542397°N,0.479906699815721°E |           |                     | Modifica les dades a Wikidata |
|        | Granges de Suïls            | Almenar  | granja       |         | 41° 46′ 29″ N, 0° 28′ 21″ E / 41.7747183307001°N,0.472403765893698°E |           |                     | Modifica les dades a Wikidata |
|        | Granges del Beltran         | Almenar  | granja       |         | 41° 46′ 25″ N, 0° 36′ 19″ E / 41.7735973718411°N,0.605401308770804°E |           |                     | Modifica les dades a Wikidata |
|        | Granges del Càndido         | Almenar  | granja       |         | 41° 47′ 42″ N, 0° 34′ 54″ E / 41.7949695351228°N,0.58179924693396°E  |           |                     | Modifica les dades a Wikidata |
|        | Granges del Falano          | Almenar  | granja       |         | 41° 47′ 00″ N, 0° 30′ 39″ E / 41.7832378099764°N,0.51072992622152°E  |           |                     | Modifica les dades a Wikidata |
|        | Granges del Liberato        | Almenar  | granja       |         | 41° 47′ 22″ N, 0° 34′ 25″ E / 41.7895671269177°N,0.573747131007232°E |           |                     | Modifica les dades a Wikidata |
|        | Granges del Murciano        | Almenar  | granja       |         | 41° 45′ 53″ N, 0° 36′ 07″ E / 41.7646984411255°N,0.601907094376533°E |           |                     | Modifica les dades a Wikidata |
|        | Granges del Pardal          | Almenar  | granja       |         | 41° 47′ 15″ N, 0° 36′ 04″ E / 41.7874746931316°N,0.601033932861104°E |           |                     | Modifica les dades a Wikidata |
|        | Granges del Piquer          | Almenar  | granja       |         | 41° 46′ 24″ N, 0° 30′ 43″ E / 41.7732571490378°N,0.511886070486612°E |           |                     | Modifica les dades a Wikidata |
|        | Granges del Pla del Sas     | Almenar  | granja       |         | 41° 47′ 34″ N, 0° 33′ 33″ E / 41.7928767826184°N,0.55908452182809°E  |           |                     | Modifica les dades a Wikidata |
|        | Granges del Riu             | Almenar  | granja       |         | 41° 46′ 17″ N, 0° 28′ 45″ E / 41.7712540513719°N,0.479096421374875°E |           |                     | Modifica les dades a Wikidata |
|        | Granges del Sabateró        | Almenar  | granja       |         | 41° 45′ 57″ N, 0° 36′ 09″ E / 41.7657214038874°N,0.602590749145622°E |           |                     | Modifica les dades a Wikidata |
|        | Granges del Sagues          | Almenar  | granja       |         | 41° 46′ 58″ N, 0° 35′ 29″ E / 41.782679512896°N,0.591382094889712°E  |           |                     | Modifica les dades a Wikidata |
|        | Granges del Xafandín        | Almenar  | granja       |         | 41° 46′ 48″ N, 0° 36′ 24″ E / 41.78009159094°N,0.606735799336919°E   |           |                     | Modifica les dades a Wikidata |
|        | Granja Camats               | Almenar  | granja       |         | 41° 47′ 45″ N, 0° 31′ 06″ E / 41.7957473421473°N,0.518224853355098°E |           |                     | Modifica les dades a Wikidata |
|        | Granja Mallós               | Almenar  | granja       |         | 41° 48′ 13″ N, 0° 34′ 37″ E / 41.8037006256254°N,0.576872812478787°E |           |                     | Modifica les dades a Wikidata |
|        | Granja Melcior              | Almenar  | granja       |         | 41° 47′ 31″ N, 0° 31′ 39″ E / 41.7918745800618°N,0.527400068827266°E |           |                     | Modifica les dades a Wikidata |
|        | Granja d'Alòs               | Almenar  | granja       |         | 41° 47′ 50″ N, 0° 31′ 45″ E / 41.7970888984257°N,0.529065000967217°E |           |                     | Modifica les dades a Wikidata |
|        | Granja de Susanna           | Almenar  | granja       |         | 41° 46′ 49″ N, 0° 30′ 17″ E / 41.7803810530397°N,0.504836441452179°E |           |                     | Modifica les dades a Wikidata |
|        | Granja de Vidal Susanna     | Almenar  | granja       |         | 41° 46′ 14″ N, 0° 30′ 18″ E / 41.7706873556617°N,0.505104091709633°E |           |                     | Modifica les dades a Wikidata |
|        | Granja de la Roca           | Almenar  | granja       |         | 41° 46′ 37″ N, 0° 31′ 42″ E / 41.7768834797784°N,0.528421483974128°E |           |                     | Modifica les dades a Wikidata |
|        | Granja del Calitx           | Almenar  | granja       |         | 41° 48′ 01″ N, 0° 34′ 52″ E / 41.8002962839495°N,0.581141508713193°E |           |                     | Modifica les dades a Wikidata |
|        | Granja del Celestino        | Almenar  | granja       |         | 41° 45′ 14″ N, 0° 28′ 53″ E / 41.7537895161038°N,0.481476165664348°E |           |                     | Modifica les dades a Wikidata |
|        | Granja del Gener            | Almenar  | granja       |         | 41° 48′ 01″ N, 0° 32′ 02″ E / 41.800388900256°N,0.533848807610943°E  |           |                     | Modifica les dades a Wikidata |
|        | Granja del Jordana          | Almenar  | granja       |         | 41° 48′ 02″ N, 0° 34′ 03″ E / 41.8004321137811°N,0.567535754843051°E |           |                     | Modifica les dades a Wikidata |
|        | Granja del Manet del Cano   | Almenar  | granja       |         | 41° 49′ 01″ N, 0° 31′ 39″ E / 41.8169789861586°N,0.5276139103768°E   |           |                     | Modifica les dades a Wikidata |
|        | Granja del Pena             | Almenar  | granja       |         | 41° 45′ 29″ N, 0° 28′ 49″ E / 41.7580598369681°N,0.480310788316558°E |           |                     | Modifica les dades a Wikidata |
|        | Granja del Ramon de Llampat | Almenar  | granja       |         | 41° 46′ 28″ N, 0° 36′ 08″ E / 41.7744025503425°N,0.602122940775905°E |           |                     | Modifica les dades a Wikidata |
|        | Granja del Ramonito         | Almenar  | granja       |         | 41° 46′ 58″ N, 0° 35′ 13″ E / 41.7827148723255°N,0.587061045336679°E |           |                     | Modifica les dades a Wikidata |
|        | Granja del Renato           | Almenar  | granja       |         | 41° 45′ 53″ N, 0° 36′ 00″ E / 41.7648004879462°N,0.599894396015708°E |           |                     | Modifica les dades a Wikidata |
|        | Granja del Romà             | Almenar  | granja       |         | 41° 46′ 34″ N, 0° 36′ 07″ E / 41.7761998632052°N,0.601935641578951°E |           |                     | Modifica les dades a Wikidata |
|        | Granja del Xet de Fet       | Almenar  | granja       |         | 41° 46′ 10″ N, 0° 31′ 06″ E / 41.7693824517206°N,0.518447928970612°E |           |                     | Modifica les dades a Wikidata |

## masia
| imatge | Nom                            | Ubicat a | instància de | Detalls | coordenades                                                                   | Protecció | Commons (més fotos) | Dades a WD                    |
| ------ | ------------------------------ | -------- | ------------ | ------- | ----------------------------------------------------------------------------- | --------- | ------------------- | ----------------------------- |
|        | Antiga Torre Manxando          | Almenar  | masia        |         | 41° 45′ 46″ N, 0° 28′ 23″ E / 41.7627726195069°N,0.473053363482903°E          |           |                     | Modifica les dades a Wikidata |
|        | Ca l'Ariente                   | Almenar  | masia        |         | 41° 45′ 42″ N, 0° 36′ 03″ E / 41.761724631463°N,0.600959355475944°E           |           |                     | Modifica les dades a Wikidata |
|        | Cal Gros de la Paquita         | Almenar  | masia        |         | 41° 46′ 04″ N, 0° 36′ 29″ E / 41.7677825°N,0.607925°E 250 msnm                |           |                     | Modifica les dades a Wikidata |
|        | Cal Quelo                      | Almenar  | masia        |         | 41° 46′ 02″ N, 0° 35′ 35″ E / 41.7671043217576°N,0.592927467255854°E          |           |                     | Modifica les dades a Wikidata |
|        | Caseta de Bolós                | Almenar  | masia        |         | 41° 47′ 39″ N, 0° 32′ 21″ E / 41.7941992535291°N,0.539188975536447°E          |           |                     | Modifica les dades a Wikidata |
|        | Mas del Comte                  | Almenar  | masia        |         | 41° 45′ 57″ N, 0° 28′ 39″ E / 41.7657064439847°N,0.477461211832423°E          |           |                     | Modifica les dades a Wikidata |
|        | Mas del Manxado                | Almenar  | masia        |         | 41° 45′ 25″ N, 0° 28′ 35″ E / 41.7570371843466°N,0.476393688070241°E          |           |                     | Modifica les dades a Wikidata |
|        | Torre Balard                   | Almenar  | masia        |         | 41° 46′ 16″ N, 0° 34′ 45″ E / 41.7712100310241°N,0.579167393485262°E          |           |                     | Modifica les dades a Wikidata |
|        | Torre Lestrel                  | Almenar  | masia        |         | 41° 48′ 09″ N, 0° 34′ 02″ E / 41.8026347927411°N,0.567356108655234°E          |           |                     | Modifica les dades a Wikidata |
|        | Torre d'Huguet                 | Almenar  | masia        |         | 41° 46′ 21″ N, 0° 29′ 59″ E / 41.7724604136699°N,0.499669672149379°E          |           |                     | Modifica les dades a Wikidata |
|        | Torre de Barber                | Almenar  | masia        |         | 41° 48′ 46″ N, 0° 31′ 16″ E / 41.8128761871427°N,0.521114636562451°E          |           |                     | Modifica les dades a Wikidata |
|        | Torre de Bonet                 | Almenar  | masia        |         | 41° 46′ 42″ N, 0° 35′ 17″ E / 41.7782677810865°N,0.588009918938144°E          |           |                     | Modifica les dades a Wikidata |
|        | Torre de Camarasa              | Almenar  | masia        |         | 41° 45′ 46″ N, 0° 35′ 03″ E / 41.7628232144381°N,0.584198183803699°E          |           |                     | Modifica les dades a Wikidata |
|        | Torre de Camats                | Almenar  | masia        |         | 41° 47′ 11″ N, 0° 30′ 16″ E / 41.7863701012275°N,0.504423593732195°E          |           |                     | Modifica les dades a Wikidata |
|        | Torre de Corbella              | Almenar  | masia        |         | 41° 47′ 33″ N, 0° 30′ 46″ E / 41.7924753011223°N,0.512682941103654°E          |           |                     | Modifica les dades a Wikidata |
|        | Torre de Cortázar              | Almenar  | masia        |         | 41° 46′ 56″ N, 0° 34′ 56″ E / 41.7822285204697°N,0.582350491217722°E          |           |                     | Modifica les dades a Wikidata |
|        | Torre de Farrús                | Almenar  | masia        |         | 41° 47′ 42″ N, 0° 31′ 24″ E / 41.795009503076°N,0.523259851821556°E           |           |                     | Modifica les dades a Wikidata |
|        | Torre de Galindo               | Almenar  | masia        |         | 41° 48′ 10″ N, 0° 30′ 33″ E / 41.80268481331°N,0.509206594027659°E            |           |                     | Modifica les dades a Wikidata |
|        | Torre de Guillermo             | Almenar  | masia        |         | 41° 48′ 46″ N, 0° 31′ 55″ E / 41.8128564320916°N,0.531901669943477°E          |           |                     | Modifica les dades a Wikidata |
|        | Torre de J. Llaniró            | Almenar  | masia        |         | 41° 46′ 22″ N, 0° 29′ 44″ E / 41.7726516034045°N,0.495631963740728°E          |           |                     | Modifica les dades a Wikidata |
|        | Torre de Janiró                | Almenar  | masia        |         | 41° 46′ 07″ N, 0° 29′ 52″ E / 41.768487637641°N,0.49770338430301°E            |           |                     | Modifica les dades a Wikidata |
|        | Torre de Joan Maia             | Almenar  | masia        |         | 41° 47′ 23″ N, 0° 29′ 35″ E / 41.7897605423132°N,0.493040331971368°E          |           |                     | Modifica les dades a Wikidata |
|        | Torre de Llaniró               | Almenar  | masia        |         | 41° 46′ 10″ N, 0° 29′ 34″ E / 41.7693447609782°N,0.49266893758822°E           |           |                     | Modifica les dades a Wikidata |
|        | Torre de Lledonosa             | Almenar  | masia        |         | 41° 46′ 43″ N, 0° 34′ 52″ E / 41.7785535493378°N,0.581044779611949°E          |           |                     | Modifica les dades a Wikidata |
|        | Torre de Llop                  | Almenar  | masia        |         | 41° 46′ 28″ N, 0° 29′ 36″ E / 41.7745351065581°N,0.49321259845476°E           |           |                     | Modifica les dades a Wikidata |
|        | Torre de Majors                | Almenar  | masia        |         | 41° 38′ 33″ N, 0° 38′ 33″ E / 41.6425334432619°N,0.642584317406093°E          |           |                     | Modifica les dades a Wikidata |
|        | Torre de Manelon               | Almenar  | masia        |         | 41° 47′ 21″ N, 0° 34′ 57″ E / 41.7891835746876°N,0.582462084531679°E          |           |                     | Modifica les dades a Wikidata |
|        | Torre de Miranda               | Almenar  | masia        |         | 41° 46′ 58″ N, 0° 29′ 42″ E / 41.7829140514635°N,0.495015833780242°E          |           |                     | Modifica les dades a Wikidata |
|        | Torre de Moles                 | Almenar  | masia        |         | 41° 45′ 07″ N, 0° 36′ 00″ E / 41.751895188467°N,0.599918450558857°E           |           |                     | Modifica les dades a Wikidata |
|        | Torre de Nostre Senyor         | Almenar  | masia        |         | 41° 47′ 05″ N, 0° 30′ 15″ E / 41.7848510449398°N,0.504145614111458°E          |           |                     | Modifica les dades a Wikidata |
|        | Torre de Nuri Fontova          | Almenar  | masia        |         | 41° 45′ 40″ N, 0° 36′ 00″ E / 41.7609938587061°N,0.600036330309609°E          |           |                     | Modifica les dades a Wikidata |
|        | Torre de Pantón                | Almenar  | masia        |         | 41° 47′ 04″ N, 0° 36′ 02″ E / 41.7844371792474°N,0.600485413966879°E          |           |                     | Modifica les dades a Wikidata |
|        | Torre de Pedro                 | Almenar  | masia        |         | 41° 48′ 46″ N, 0° 31′ 04″ E / 41.8127851587334°N,0.51773540625533°E           |           |                     | Modifica les dades a Wikidata |
|        | Torre de Ramiro                | Almenar  | masia        |         | 41° 48′ 19″ N, 0° 31′ 00″ E / 41.8052049876038°N,0.516619888702116°E          |           |                     | Modifica les dades a Wikidata |
|        | Torre de Ramon Palau           | Almenar  | masia        |         | 41° 47′ 48″ N, 0° 30′ 56″ E / 41.7967159548868°N,0.515539715193413°E          |           |                     | Modifica les dades a Wikidata |
|        | Torre de Sabau                 | Almenar  | masia        |         | 41° 46′ 05″ N, 0° 29′ 55″ E / 41.7681869728156°N,0.498632732106351°E          |           |                     | Modifica les dades a Wikidata |
|        | Torre de Santa Teresita        | Almenar  | masia        |         | 41° 46′ 22″ N, 0° 36′ 03″ E / 41.7726998361959°N,0.600802852361957°E          |           |                     | Modifica les dades a Wikidata |
|        | Torre de Senart                | Almenar  | masia        |         | 41° 45′ 58″ N, 0° 29′ 26″ E / 41.7661263878664°N,0.490460613563456°E          |           |                     | Modifica les dades a Wikidata |
|        | Torre de Soro                  | Almenar  | masia        |         | 41° 45′ 48″ N, 0° 28′ 20″ E / 41.7632884384124°N,0.472347464592337°E          |           |                     | Modifica les dades a Wikidata |
|        | Torre de Teresa Maia           | Almenar  | masia        |         | 41° 47′ 22″ N, 0° 29′ 25″ E / 41.7894116514228°N,0.490262088292423°E          |           |                     | Modifica les dades a Wikidata |
|        | Torre de Tirana                | Almenar  | masia        |         | 41° 47′ 07″ N, 0° 34′ 33″ E / 41.7851543139148°N,0.575887033931849°E          |           |                     | Modifica les dades a Wikidata |
|        | Torre de Torroella             | Almenar  | masia        |         | 41° 46′ 18″ N, 0° 36′ 04″ E / 41.771593860245°N,0.60104422856448°E            |           |                     | Modifica les dades a Wikidata |
|        | Torre de Viladrosa             | Almenar  | masia        |         | 41° 47′ 23″ N, 0° 28′ 39″ E / 41.789662557689°N,0.47762555802164°E            |           |                     | Modifica les dades a Wikidata |
|        | Torre de l'Alcover             | Almenar  | masia        |         | 41° 46′ 06″ N, 0° 28′ 30″ E / 41.768289044809°N,0.47490589055924°E            |           |                     | Modifica les dades a Wikidata |
|        | Torre de l'Alòs                | Almenar  | masia        |         | 41° 47′ 33″ N, 0° 29′ 05″ E / 41.792520291463°N,0.48473401387539°E            |           |                     | Modifica les dades a Wikidata |
|        | Torre de l'Aragonès            | Almenar  | masia        |         | 41° 47′ 59″ N, 0° 30′ 20″ E / 41.7997616717058°N,0.505648952704826°E          |           |                     | Modifica les dades a Wikidata |
|        | Torre de l'Ermità              | Almenar  | masia        |         | 41° 46′ 41″ N, 0° 30′ 05″ E / 41.7781067386047°N,0.501303111485887°E          |           |                     | Modifica les dades a Wikidata |
|        | Torre de l'Esquerrer           | Almenar  | masia        |         | 41° 48′ 52″ N, 0° 32′ 17″ E / 41.814389688449°N,0.53805083053336°E            |           |                     | Modifica les dades a Wikidata |
|        | Torre de l'Estevet del Jordi   | Almenar  | masia        |         | 41° 48′ 44″ N, 0° 31′ 08″ E / 41.812175661279°N,0.51887485237226°E            |           |                     | Modifica les dades a Wikidata |
|        | Torre de la Dionísia           | Almenar  | masia        |         | 41° 47′ 44″ N, 0° 32′ 09″ E / 41.7956156858883°N,0.535945479436454°E          |           |                     | Modifica les dades a Wikidata |
|        | Torre de la Lolita             | Almenar  | masia        |         | 41° 46′ 15″ N, 0° 29′ 10″ E / 41.7707225066855°N,0.486070762845842°E          |           |                     | Modifica les dades a Wikidata |
|        | Torre de la Mariana            | Almenar  | masia        |         | 41° 46′ 57″ N, 0° 35′ 24″ E / 41.7823892755673°N,0.589997181110712°E          |           |                     | Modifica les dades a Wikidata |
|        | Torre de la Mundeta            | Almenar  | masia        |         | 41° 49′ 13″ N, 0° 32′ 14″ E / 41.8203911466021°N,0.537198595699108°E          |           |                     | Modifica les dades a Wikidata |
|        | Torre de la Rita               | Almenar  | masia        |         | 41° 47′ 21″ N, 0° 30′ 00″ E / 41.7891220552704°N,0.500104977822531°E          |           |                     | Modifica les dades a Wikidata |
|        | Torre de la Teresa             | Almenar  | masia        |         | 41° 47′ 15″ N, 0° 31′ 10″ E / 41.7874095306804°N,0.519557454645809°E          |           |                     | Modifica les dades a Wikidata |
|        | Torre de la Tirana             | Almenar  | masia        |         | 41° 46′ 05″ N, 0° 35′ 45″ E / 41.7681044407862°N,0.595957693127013°E          |           |                     | Modifica les dades a Wikidata |
|        | Torre de la Tonica             | Almenar  | masia        |         | 41° 49′ 16″ N, 0° 31′ 16″ E / 41.8212345965086°N,0.52115329098897°E           |           |                     | Modifica les dades a Wikidata |
|        | Torre del Beneria              | Almenar  | masia        |         | 41° 45′ 16″ N, 0° 29′ 29″ E / 41.7545824322628°N,0.491367662526691°E          |           |                     | Modifica les dades a Wikidata |
|        | Torre del Benito               | Almenar  | masia        |         | 41° 48′ 30″ N, 0° 30′ 10″ E / 41.8082923021562°N,0.502838163900046°E          |           |                     | Modifica les dades a Wikidata |
|        | Torre del Bertolo              | Almenar  | masia        |         | 41° 48′ 03″ N, 0° 31′ 01″ E / 41.8007700267856°N,0.51685141652646°E           |           |                     | Modifica les dades a Wikidata |
|        | Torre del Boloni               | Almenar  | masia        |         | 41° 46′ 59″ N, 0° 35′ 26″ E / 41.7830935557922°N,0.59051226647766°E           |           |                     | Modifica les dades a Wikidata |
|        | Torre del Boter                | Almenar  | masia        |         | 41° 48′ 14″ N, 0° 29′ 41″ E / 41.8037684386143°N,0.494853178751726°E          |           |                     | Modifica les dades a Wikidata |
|        | Torre del Butxaca              | Almenar  | masia        |         | 41° 47′ 08″ N, 0° 30′ 33″ E / 41.7856165494013°N,0.509121685300002°E          |           |                     | Modifica les dades a Wikidata |
|        | Torre del Cal Pep de l'Eugènio | Almenar  | masia        |         | 41° 46′ 23″ N, 0° 29′ 54″ E / 41.7731242289196°N,0.498308460511469°E          |           |                     | Modifica les dades a Wikidata |
|        | Torre del Capdevila            | Almenar  | masia        |         | 41° 48′ 20″ N, 0° 34′ 46″ E / 41.8055356903144°N,0.579331383179989°E          |           |                     | Modifica les dades a Wikidata |
|        | Torre del Capità               | Almenar  | masia        |         | 41° 47′ 18″ N, 0° 35′ 05″ E / 41.7882587546831°N,0.584735117801285°E          |           |                     | Modifica les dades a Wikidata |
|        | Torre del Carboner             | Almenar  | masia        |         | 41° 49′ 17″ N, 0° 31′ 39″ E / 41.821318360072°N,0.527543210829363°E           |           |                     | Modifica les dades a Wikidata |
|        | Torre del Cargol               | Almenar  | masia        |         | 41° 49′ 08″ N, 0° 31′ 59″ E / 41.818785657249°N,0.53306665830973°E            |           |                     | Modifica les dades a Wikidata |
|        | Torre del Carles               | Almenar  | masia        |         | 41° 46′ 17″ N, 0° 36′ 19″ E / 41.7713420703196°N,0.605220564231199°E          |           |                     | Modifica les dades a Wikidata |
|        | Torre del Cases                | Almenar  | masia        |         | 41° 46′ 11″ N, 0° 29′ 04″ E / 41.7696439499712°N,0.484524925159497°E          |           |                     | Modifica les dades a Wikidata |
|        | Torre del Castro               | Almenar  | masia        |         | 41° 45′ 52″ N, 0° 27′ 55″ E / 41.7645091125258°N,0.465214368419416°E          |           |                     | Modifica les dades a Wikidata |
|        | Torre del Català               | Almenar  | masia        |         | 41° 45′ 59″ N, 0° 34′ 38″ E / 41.7664777075885°N,0.57726428237747°E           |           |                     | Modifica les dades a Wikidata |
|        | Torre del Celestino            | Almenar  | masia        |         | 41° 46′ 20″ N, 0° 28′ 38″ E / 41.7723180699714°N,0.477105777115065°E          |           |                     | Modifica les dades a Wikidata |
|        | Torre del Dalfó                | Almenar  | masia        |         | 41° 48′ 50″ N, 0° 30′ 30″ E / 41.813851479189°N,0.508340356001958°E           |           |                     | Modifica les dades a Wikidata |
|        | Torre del Farda                | Almenar  | masia        |         | 41° 47′ 47″ N, 0° 31′ 28″ E / 41.7962661666716°N,0.524318672475121°E          |           |                     | Modifica les dades a Wikidata |
|        | Torre del Felip                | Almenar  | masia        |         | 41° 46′ 29″ N, 0° 30′ 47″ E / 41.774769249613°N,0.513090859892459°E           |           |                     | Modifica les dades a Wikidata |
|        | Torre del Fernando             | Almenar  | masia        |         | 41° 46′ 54″ N, 0° 28′ 36″ E / 41.7815590280066°N,0.476731319639573°E          |           |                     | Modifica les dades a Wikidata |
|        | Torre del Ferrer               | Almenar  | masia        |         | 41° 46′ 30″ N, 0° 30′ 34″ E / 41.775047851071°N,0.50947926918672°E            |           |                     | Modifica les dades a Wikidata |
|        | Torre del Florenciet           | Almenar  | masia        |         | 41° 46′ 06″ N, 0° 28′ 17″ E / 41.768347044761°N,0.471402927898907°E           |           |                     | Modifica les dades a Wikidata |
|        | Torre del Florèncio            | Almenar  | masia        |         | 41° 45′ 43″ N, 0° 28′ 22″ E / 41.7618373339082°N,0.472705165751908°E          |           |                     | Modifica les dades a Wikidata |
|        | Torre del Gabriel              | Almenar  | masia        |         | 41° 45′ 22″ N, 0° 29′ 05″ E / 41.7561962103855°N,0.484857990947691°E          |           |                     | Modifica les dades a Wikidata |
|        | Torre del Gallinaire           | Almenar  | masia        |         | 41° 46′ 14″ N, 0° 29′ 07″ E / 41.7704452355744°N,0.485335719370102°E          |           |                     | Modifica les dades a Wikidata |
|        | Torre del Garrofer             | Almenar  | masia        |         | 41° 48′ 13″ N, 0° 31′ 06″ E / 41.8035771922288°N,0.518391967154899°E          |           |                     | Modifica les dades a Wikidata |
|        | Torre del Jep                  | Almenar  | masia        |         | 41° 45′ 39″ N, 0° 35′ 41″ E / 41.7608716901238°N,0.594628023969682°E          |           |                     | Modifica les dades a Wikidata |
|        | Torre del Joan del Malla       | Almenar  | masia        |         | 41° 47′ 09″ N, 0° 31′ 19″ E / 41.7857977605548°N,0.522074384901748°E          |           |                     | Modifica les dades a Wikidata |
|        | Torre del Jordana              | Almenar  | masia        |         | 41° 46′ 07″ N, 0° 34′ 57″ E / 41.7687494425076°N,0.582496036728561°E          |           |                     | Modifica les dades a Wikidata |
|        | Torre del Llibert              | Almenar  | masia        |         | 41° 48′ 52″ N, 0° 31′ 02″ E / 41.8144405156738°N,0.517238064778119°E          |           |                     | Modifica les dades a Wikidata |
|        | Torre del Llopet               | Almenar  | masia        |         | 41° 47′ 41″ N, 0° 29′ 10″ E / 41.7946989452602°N,0.486180495844156°E          |           |                     | Modifica les dades a Wikidata |
|        | Torre del Lolo                 | Almenar  | masia        |         | 41° 49′ 13″ N, 0° 31′ 25″ E / 41.8202702093893°N,0.523622513515785°E          |           |                     | Modifica les dades a Wikidata |
|        | Torre del Magí                 | Almenar  | masia        |         | 41° 47′ 53″ N, 0° 29′ 46″ E / 41.7979425909707°N,0.496139337485973°E          |           |                     | Modifica les dades a Wikidata |
|        | Torre del Manel de Llampat     | Almenar  | masia        |         | 41° 46′ 37″ N, 0° 35′ 50″ E / 41.7770639935181°N,0.597175008130391°E          |           |                     | Modifica les dades a Wikidata |
|        | Torre del Manet de l'Ariente   | Almenar  | masia        |         | 41° 45′ 58″ N, 0° 35′ 21″ E / 41.7661772092208°N,0.589088620983191°E          |           |                     | Modifica les dades a Wikidata |
|        | Torre del Manet de la Saira    | Almenar  | masia        |         | 41° 45′ 48″ N, 0° 36′ 10″ E / 41.7633116422307°N,0.602776737094106°E          |           |                     | Modifica les dades a Wikidata |
|        | Torre del Molet                | Almenar  | masia        |         | 41° 46′ 13″ N, 0° 29′ 18″ E / 41.7702796811932°N,0.488470048379146°E          |           |                     | Modifica les dades a Wikidata |
|        | Torre del Mont-roig            | Almenar  | masia        |         | 41° 46′ 39″ N, 0° 30′ 38″ E / 41.7775969319705°N,0.510587258801075°E 281 msnm |           |                     | Modifica les dades a Wikidata |
|        | Torre del Morongo              | Almenar  | masia        |         | 41° 46′ 05″ N, 0° 36′ 32″ E / 41.7679355494848°N,0.609004421616154°E          |           |                     | Modifica les dades a Wikidata |
|        | Torre del Mossella             | Almenar  | masia        |         | 41° 47′ 08″ N, 0° 28′ 41″ E / 41.7854718819227°N,0.478154139025767°E          |           |                     | Modifica les dades a Wikidata |
|        | Torre del Músic                | Almenar  | masia        |         | 41° 47′ 00″ N, 0° 36′ 14″ E / 41.7833635947741°N,0.603846516045199°E          |           |                     | Modifica les dades a Wikidata |
|        | Torre del Nallo                | Almenar  | masia        |         | 41° 46′ 13″ N, 0° 29′ 47″ E / 41.7704013049727°N,0.496513542892342°E          |           |                     | Modifica les dades a Wikidata |
|        | Torre del Noia                 | Almenar  | masia        |         | 41° 47′ 27″ N, 0° 31′ 19″ E / 41.7907135700194°N,0.522005302168524°E          |           |                     | Modifica les dades a Wikidata |
|        | Torre del Palau                | Almenar  | masia        |         | 41° 47′ 52″ N, 0° 31′ 27″ E / 41.797882004628°N,0.52424073346142°E            |           |                     | Modifica les dades a Wikidata |
|        | Torre del Pedret               | Almenar  | masia        |         | 41° 47′ 37″ N, 0° 30′ 43″ E / 41.7935770443881°N,0.511990450583557°E          |           |                     | Modifica les dades a Wikidata |
|        | Torre del Peret d'Albesa       | Almenar  | masia        |         | 41° 45′ 37″ N, 0° 36′ 07″ E / 41.7601798701006°N,0.602027315268408°E          |           |                     | Modifica les dades a Wikidata |
|        | Torre del Peret del Pou        | Almenar  | masia        |         | 41° 46′ 06″ N, 0° 36′ 02″ E / 41.7682364821793°N,0.600548205164384°E          |           |                     | Modifica les dades a Wikidata |
|        | Torre del Piquer               | Almenar  | masia        |         | 41° 46′ 47″ N, 0° 31′ 21″ E / 41.779833165641°N,0.52252912785961°E            |           |                     | Modifica les dades a Wikidata |
|        | Torre del Ponto                | Almenar  | masia        |         | 41° 47′ 03″ N, 0° 35′ 27″ E / 41.784160234964°N,0.590700933575549°E           |           |                     | Modifica les dades a Wikidata |
|        | Torre del Raimundet            | Almenar  | masia        |         | 41° 48′ 31″ N, 0° 33′ 57″ E / 41.8087377624008°N,0.565933384054738°E          |           |                     | Modifica les dades a Wikidata |
|        | Torre del Ramon de Fet         | Almenar  | masia        |         | 41° 47′ 10″ N, 0° 29′ 11″ E / 41.7859925752735°N,0.486292207962135°E          |           |                     | Modifica les dades a Wikidata |
|        | Torre del Reboll               | Almenar  | masia        |         | 41° 47′ 25″ N, 0° 30′ 49″ E / 41.7902330872235°N,0.5135278156649°E            |           |                     | Modifica les dades a Wikidata |
|        | Torre del Rito                 | Almenar  | masia        |         | 41° 46′ 11″ N, 0° 36′ 41″ E / 41.7696514347504°N,0.611394838300045°E          |           |                     | Modifica les dades a Wikidata |
|        | Torre del Roio                 | Almenar  | masia        |         | 41° 48′ 27″ N, 0° 30′ 38″ E / 41.8074233502573°N,0.510515557853258°E          |           |                     | Modifica les dades a Wikidata |
|        | Torre del Santamaria           | Almenar  | masia        |         | 41° 49′ 05″ N, 0° 31′ 25″ E / 41.8181167078999°N,0.523573098021288°E          |           |                     | Modifica les dades a Wikidata |
|        | Torre del Sastre               | Almenar  | masia        |         | 41° 45′ 37″ N, 0° 36′ 22″ E / 41.7603081263561°N,0.606015993481526°E          |           |                     | Modifica les dades a Wikidata |
|        | Torre del Serra                | Almenar  | masia        |         | 41° 36′ 56″ N, 0° 35′ 54″ E / 41.6156398803823°N,0.598198626062135°E          |           |                     | Modifica les dades a Wikidata |
|        | Torre del Sisó                 | Almenar  | masia        |         | 41° 48′ 01″ N, 0° 30′ 03″ E / 41.8002581213915°N,0.500731092573513°E          |           |                     | Modifica les dades a Wikidata |
|        | Torre del Terés                | Almenar  | masia        |         | 41° 46′ 54″ N, 0° 29′ 20″ E / 41.781701101482°N,0.488962659172351°E           |           |                     | Modifica les dades a Wikidata |
|        | Torre del Tiet                 | Almenar  | masia        |         | 41° 47′ 56″ N, 0° 30′ 44″ E / 41.7990099033642°N,0.512093116314039°E          |           |                     | Modifica les dades a Wikidata |
|        | Torre del Tocinaire            | Almenar  | masia        |         | 41° 45′ 56″ N, 0° 29′ 30″ E / 41.765657015135°N,0.49179881804672°E            |           |                     | Modifica les dades a Wikidata |
|        | Torre del Ton de Tonot         | Almenar  | masia        |         | 41° 47′ 28″ N, 0° 31′ 03″ E / 41.7910422133027°N,0.517624240313683°E          |           |                     | Modifica les dades a Wikidata |
|        | Torre del Tonet de Guerris     | Almenar  | masia        |         | 41° 46′ 12″ N, 0° 36′ 19″ E / 41.7698752094898°N,0.605275152038701°E          |           |                     | Modifica les dades a Wikidata |
|        | Torre del Tonot                | Almenar  | masia        |         | 41° 48′ 24″ N, 0° 34′ 11″ E / 41.8067010058135°N,0.569693889089245°E          |           |                     | Modifica les dades a Wikidata |
|        | Torre del Trumfeta             | Almenar  | masia        |         | 41° 46′ 21″ N, 0° 35′ 10″ E / 41.772436190616°N,0.586075025078478°E           |           |                     | Modifica les dades a Wikidata |
|        | Torre del Ventura              | Almenar  | masia        |         | 41° 47′ 03″ N, 0° 28′ 35″ E / 41.7842897419842°N,0.476407598353164°E          |           |                     | Modifica les dades a Wikidata |
|        | Torre del Verdés               | Almenar  | masia        |         | 41° 45′ 47″ N, 0° 29′ 07″ E / 41.7631823050722°N,0.485150372237726°E          |           |                     | Modifica les dades a Wikidata |
|        | Torre del Vilarico             | Almenar  | masia        |         | 41° 46′ 38″ N, 0° 34′ 41″ E / 41.7773390851099°N,0.57811862710663°E           |           |                     | Modifica les dades a Wikidata |
|        | Torre del Virgílio             | Almenar  | masia        |         | 41° 47′ 24″ N, 0° 31′ 17″ E / 41.7898917610328°N,0.521483410009213°E          |           |                     | Modifica les dades a Wikidata |
|        | Torre del Xafandín             | Almenar  | masia        |         | 41° 46′ 53″ N, 0° 36′ 25″ E / 41.7813942330535°N,0.607012210784452°E          |           |                     | Modifica les dades a Wikidata |
|        | Torre del Xaulet               | Almenar  | masia        |         | 41° 46′ 08″ N, 0° 29′ 23″ E / 41.7687783466944°N,0.489827878598469°E          |           |                     | Modifica les dades a Wikidata |
|        | Torre del Xet de Fet           | Almenar  | masia        |         | 41° 46′ 25″ N, 0° 31′ 02″ E / 41.7737130672301°N,0.517137973775516°E          |           |                     | Modifica les dades a Wikidata |
|        | Torre del Xola                 | Almenar  | masia        |         | 41° 46′ 51″ N, 0° 36′ 01″ E / 41.7809042571545°N,0.600364523403599°E          |           |                     | Modifica les dades a Wikidata |
|        | la Finca Sibaris               | Almenar  | masia        |         | 41° 48′ 58″ N, 0° 31′ 02″ E / 41.8160599829885°N,0.517163442235082°E          |           |                     | Modifica les dades a Wikidata |
|        | la Finca de Canes              | Almenar  | masia        |         | 41° 48′ 58″ N, 0° 30′ 41″ E / 41.8160969374355°N,0.511383368606804°E          |           |                     | Modifica les dades a Wikidata |

## muntanya
| imatge | Nom               | Ubicat a | instància de | Detalls | coordenades                                                   | Protecció | Commons (més fotos) | Dades a WD                    |
| ------ | ----------------- | -------- | ------------ | ------- | ------------------------------------------------------------- | --------- | ------------------- | ----------------------------- |
|        | Lo Tossal         | Almenar  | muntanya     |         | 41° 46′ 56″ N, 0° 28′ 29″ E / 41.7822°N,0.474686°E 259.2 msnm |           |                     | Modifica les dades a Wikidata |
|        | Tossal del Metxut | Almenar  | muntanya     |         | 41° 48′ 06″ N, 0° 31′ 22″ E / 41.8018°N,0.522694°E 363.9 msnm |           |                     | Modifica les dades a Wikidata |

## vèrtex geodèsic
| imatge | Nom           | Ubicat a | instància de    | Detalls   | coordenades                                                       | Protecció | Commons (més fotos) | Dades a WD                    |
| ------ | ------------- | -------- | --------------- | --------- | ----------------------------------------------------------------- | --------- | ------------------- | ----------------------------- |
|        | Michut        | Almenar  | vèrtex geodèsic | Alt: 1.2m | 41° 48′ 06″ N, 0° 31′ 19″ E / 41.801734°N,0.522039°E 365.654 msnm |           |                     | Modifica les dades a Wikidata |
|        | San Sebastián | Almenar  | vèrtex geodèsic | Alt: 1.2m | 41° 47′ 21″ N, 0° 34′ 03″ E / 41.789128°N,0.567616°E 386.876 msnm |           |                     | Modifica les dades a Wikidata |

## Misc
| imatge | Nom                       | Ubicat a                                                      | instància de      | Detalls                                                  | coordenades | Protecció                                            | Commons (més fotos)       | Dades a WD                    |
| ------ | ------------------------- | ------------------------------------------------------------- | ----------------- | -------------------------------------------------------- | --- | ---------------------------------------------------- | ------------------------- | ----------------------------- |
|        | Ajuntament d'Almenar      | Almenar                                                       | casa consistorial | Estil: arquitectura neoclàssica 17th century             | 41° 47′ 52″ N, 0° 34′ 03″ E / 41.7979°N,0.5676°E ca:Pl. de la Vila, 1                                                        | bé cultural d'interès local                          | Ajuntament d'Almenar      | Modifica les dades a Wikidata |
|        | Castell d'Almenar         | Almenar                                                       | castell           |                                                          | 41° 47′ 52″ N, 0° 33′ 55″ E / 41.797775°N,0.565235°E ca:Camí del Castell, Almenar 377 msnm                                   | bé d'interès cultural bé cultural d'interès nacional | Castell d'Almenar         | Modifica les dades a Wikidata |
|        | El Molí                   | Almenar                                                       | molí d'aigua      | Estil: arquitectura popular                              | 41° 47′ 50″ N, 0° 35′ 12″ E / 41.79723°N,0.58655°E                                                                           | bé integrant del patrimoni cultural català           | El Molí (Almenar)         | Modifica les dades a Wikidata |
|        | Lo Clot de la Unilla      | Alguaire Almenar                                              | zona humida       | Superfície: 23.73ha                                      | 41° 45′ 46″ N, 0° 32′ 39″ E / 41.7628°N,0.5443°E 347 msnm                                                                    |                                                      | Lo Clot de la Unilla      | Modifica les dades a Wikidata |
|        | Noguera Ribagorçana       | Vall d'Aran Alta Ribagorça Pallars Jussà Noguera Segrià Aragó | curs d'aigua      | Desemboca: Segre Llarg: 133km                            | 42° 37′ 36″ N, 0° 42′ 21″ E / 42.6267°N,0.7058°E 41° 40′ 29″ N, 0° 42′ 22″ E / 41.6747°N,0.7061°E                            |                                                      | Noguera Ribagorçana       | Modifica les dades a Wikidata |
|        | Pla de Fenollet           | Almenar                                                       | indret            |                                                          | 41° 47′ 10″ N, 0° 32′ 54″ E / 41.78604167°N,0.54833333°E 400 msnm                                                            |                                                      |                           | Modifica les dades a Wikidata |
|        | Pont de la Ràbia          | Almenar                                                       | pont              | Travessa: canal de Pinyana                               | 41° 45′ 48″ N, 0° 35′ 05″ E / 41.7632210446857°N,0.584700499887485°E                                                         |                                                      |                           | Modifica les dades a Wikidata |
|        | Porxo al carrer Berenguer | Almenar                                                       | passatge          | Estil: arquitectura popular Estat: enderrocat o destruït | | bé integrant del patrimoni cultural català           |                           | Modifica les dades a Wikidata |
|        | Pou de gel d'Almenar      | Almenar                                                       | pou de neu        |                                                          | | bé integrant del patrimoni cultural català           | Pou de gel d'Almenar      | Modifica les dades a Wikidata |
|        | canal d'Aragó i Catalunya | província de Lleida província d'Osca                          | canal de reg      | Desemboca: Segre                                         | 42° 06′ 20″ N, 0° 17′ 16″ E / 42.10567694444445°N,0.28775999999999996°E 41° 25′ 50″ N, 0° 21′ 23″ E / 41.430586°N,0.356512°E |                                                      | Canal d'Aragó i Catalunya | Modifica les dades a Wikidata |
|        | creu del Soldevila        | Almenar                                                       | creu de terme     | Estil: arquitectura gòtica 15th century                  | 41° 47′ 49″ N, 0° 34′ 05″ E / 41.7969972222°N,0.568133333333°E ca:Pl. Soldevila 311 msnm                                     | bé integrant del patrimoni cultural català           | Creu del Soldevila        | Modifica les dades a Wikidata |